# Nino Bule
Nino Bule (født 19. marts 1976) er en tidligere kroatisk fodboldspiller.

## Kroatiens fodboldlandshold
| Kroatiens landshold | Kroatiens landshold | Kroatiens landshold |
| År                  | Kmp                 | Mål                 |
| ------------------- | ------------------- | ------------------- |
| 1999                | 1                   | 0                   |
| 2000                | 0                   | 0                   |
| 2001                | 0                   | 0                   |
| 2002                | 1                   | 0                   |
| 2003                | 0                   | 0                   |
| 2004                | 1                   | 0                   |
| Total               | 3                   | 0                   |